# فلاديمير جيرينوفسكي
فلاديمير فولفوفيتش جيرينوفسكي (أيديلشتاين) (بالروسية: Владимир Вольфович Жириновский)‏ هو سياسي روسي ورئيس الحزب الليبرالي الديمقراطي الروسي.

## سيرة
ولد عام 1946 في جمهورية كازاخستان السوفيتية إلى حيث تم ترحيل أبيه إيديلشتاين رجل الأعمال من أوكرانيا الغربية. وتلقى تعليمه في معهد اللغات الشرقية حيث تعلم اللغة التركية ثم تخرج من كلية الحقوق لجامعة موسكو الحكومية، وعمل حقوقيا في هيئة الحقوق للشؤون الخارجية، ثم تولى رئاسة قسم في دار النشر والطباعة «مير». وكان جيرينوفسكي في أعوام 1973-1975 عضو لجنة الدفاع عن السلام في الاتحاد السوفيتي.
وقام جيرينوفسكي عام 1989 بتأسيس الحزب الليبيرالي الديمقراطي للاتحاد السوفيتي باعتباره أول حزب منافس للحزب الشيوعي السوفيتي آنذاك. وأعلن جيرينوفسكي في أغسطس/آب عام 1991 تأييده للجنة الدولة لحالة الطوارئ التي قامت بمحاولة الانقلاب على غورباتشوف للحيلولة دون تفكك الاتحاد السوفيتي.
وشارك حزبه عام 1993 في الانتخابات البرلمانية وفاز فيها وحصل على 22,92%
من أصوات الناخبين. لكن نظام السلطة القائم آنذاك لم يمكنه من تشكيل الأكثرية البرلمانية في مجلس الدوما الروسي. وشارك جيرينوفسكي 5 مرات في الانتخابات الرئاسية، وذلك في أعوام 1991 و 1996 و 2000 و 2008 و 2012 لكنه وفشل في جميعها.
في انتخابات الرئاسة 2012 حصل فلاديمير جيرينوفسكي على 6.22% من الأصوات.
فلاديمير جيرينوفسكي متزوج. زوجته غالينا تحمل شهادة الماجستير في العلوم الحيوية. ولديه ابن هو إيغور ليبيديف الذي يترأس الكتلة البرلمانية للحزب الليبرالي الديمقراطي في مجلس الدوما.
توفي في 6 أبريل 2022 عن عمر يناهز السادسة والسبعين في المشفى إثر تشخيص إصابته بتلف في الرئة. يذكر أن جيرينوفسكي سبق أن عولج إثر إصابته بفيروس كورونا في 2 فبراير من السنة ذاتها. لكن الغريب في الأمر أنه قبل أن يصاب بالفيروس، كان قد تلقى ثمانية لقاحات، كما ذكر هو نفسه في العديد من المقابلات والخطب.

## الوصلات الخارجية
- فلاديمير جيرينوفسكي على موقع IMDb (الإنجليزية)
- فلاديمير جيرينوفسكي على موقع الموسوعة البريطانية (الإنجليزية)
- فلاديمير جيرينوفسكي على موقع مونزينجر (الألمانية)
- فلاديمير جيرينوفسكي على موقع ميوزك برينز (الإنجليزية)
- فلاديمير جيرينوفسكي على موقع إن إن دي بي (الإنجليزية)
- فلاديمير جيرينوفسكي على موقع ديسكوغز (الإنجليزية)
- فلاديمير جيرينوفسكي على موقع قاعدة بيانات الفيلم (الإنجليزية)
- فلاديمير جيرينوفسكي على موقع كينوبويسك (الروسية)
- فلاديمير جيرينوفسكي «صوت روسيا»
- احتجاج على «ضرب الحمار» في سياق دعاية انتخابية بروسيا
- انتخابات رئيس روسيا: أوضاع المركز الانتخابي تعكر مزاج أحد المرشحين